# Будинок з привидами

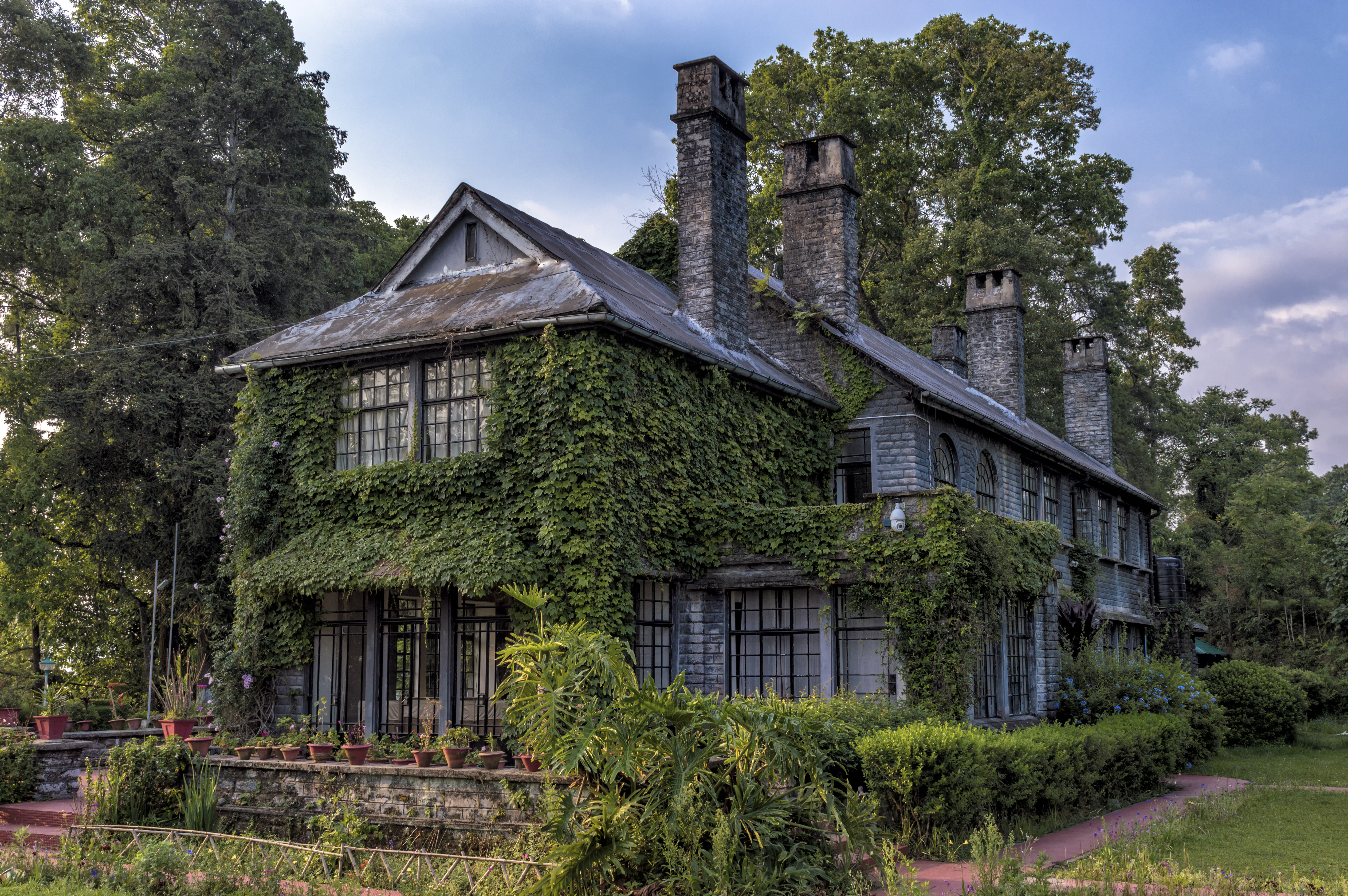
Будинок Морганів, Західний Бенгал, має репутацію будинку з привидами

Будинок з привидами (англ. ghosthouse, haunted house) — міська легенда про житловий будинок або іншу будівлю, що вважається населеною духами померлих, якими можуть бути колишні жителі або їх фамільяри.

## Можливі причини
Згідно з науковим письменником Теренсом Хайнсом, холод, плями плісняви, скрипучі звуки, і дивні шуми, як правило, присутні в будь-якому будинку, особливо в старому, і «такі шуми можуть бути легко помилково сприйняті за звуки кроків (а отже присутності) померлого (привида чи духа) в їхньому домі».
Девід Тернер, хімік у відставці, припустив, що кульова блискавка може призвести до переміщення неживих об'єктів та й сама може бути сприйнята за привида.
Скептичний дослідник Джо Нікелл пише, що в більшості випадків, що він досліджував, він знайшов правдоподібні пояснення надприродних явищ, таких як фізичні ілюзії, неспання й ефекти пам'яті. 
Токсиколог Альберт Донней вважає, що хронічний вплив таких речовин, як окис вуглецю, пестициди й формальдегід, може призвести до галюцинацій типу, будинків з привидами.  Донней роздумує про зв'язок між поширеністю газових ламп у вікторіанську епоху та початком історій 20-го століття про духів, привидів та примар, що характеризуються його як «синдром будинку з привидами».  Донней стверджує, що отруєння чадним газом пов'язане з будинками з привидами щонайменше з 1920-х років, посилаючись на статтю, опубліковану 1921 року про сім'ю, яка страждала головними болями, слуховими галюцинаціями, втомою, меланхолією та іншими симптомами, пов'язуваними з будинками з привидами.

## Комерційні будинки з привидами
Концепція будинку з привидами була капіталізована ще в 1915 році з Будинком з привидами Ортона і Спунера в колекції Hollycombe Steam (Англія), і до 1970-х років комерційні будинки з'явилися по всіх Сполучених Штатах у таких містах, як  Луїсвілл, Кентуккі та Цинциннаті, Огайо.  До 2005 року, за оцінками, у Сполучених Штатах діяло від 3500 до 5000 професійних визначних пам'яток.

## Характеристики будинків з привидами
Надприродна («паранормальна») активність всередині будинку найчастіше пояснюється в народі насильницькими або трагічними подіями, що відбувались у будівлі, такими як вбивство, загибель від нещасного випадку або суїцид.
Репутацію «будинку з привидами» найчастіше мають великі, старі, значною мірою покинуті будинки або замки. Прояви гаданої активності привидів можуть варіюватися від непояснених стукотів, скрипів і інших звуків до переміщень предметів і появи самих привидів.

## Правові аспекти
Під час одного з курйозних судових процесів, пов'язаних з будинком з привидами, Верховний суд Нью-Йорка в 1991 році виніс рішення, що продавець повинен був заздалегідь розкрити покупцеві репутацію будинку як населеного примарами, оскільки подібні чутки знижують ціну на такий будинок.

## Дослідження
У 2005 році Інститут Геллапа провів опитування в трьох країнах — Сполучених Штатах, Канаді та Великій Британії, який показав, що все більше людей вірять в будинки з привидами, ніж в будь-які інші паранормальні явища, про які йшлося в опитуванні; з тих хто взяв у ньому участь 37 % американців, 28 % канадців і 40 % британців вірили в будинку з привидами.
Запропоновано такі раціональні пояснення всіляких «паранормальних» явищ в «будинках з привидами»: спотворення геомагнітного поля, кульова блискавка, отруєння чадним газом, зношеність каркасів, перекриттів і інших елементів будівлі, а також «синдром скрипучого будинку» — зміна температури в порожнинах залежно від часу доби, що спричиняє розширення або стиснення повітря в них.

## Зображення в літературі
Докладніше: Розповідь про привидів.
Будинки, які вподобали вихідці з того світу, згадуються ще античними авторами — Плінієм Молодшим і Лукіаном. Подібні повір'я можна знайти і в казках «Тисячі і однієї ночі» («Алі каїрський і Будинок з привидами в Багдаді»). У західній літературі новітнього часу прикладами літературних творів про будинки з привидами можуть служити:
- «Замок Отранто» (Горас Волпол),
- «Майорат» (Е. Т. А. Гофман),
- «Штосс» (Михайло Лермонтов),
- «Поворот гвинта» (Генрі Джеймс),
- «Кентервільський привид» (Оскар Уайльд),
- «Жереб» і «Сяйво» (Стівен Кінг).

В оповіданні «Привид в Інженерному замку» (1882) М. С. Лесков пише таке:
|  | У будинків, як у людей, є своя репутація. Є будинки, де, на загальну думку, нечисто, де помічають ті чи інші якоїсь нечистої, чи принаймні незрозумілої сили. Спірити намагалися зробити багато для того, щоб розібратися з цього роду явищами, але оскільки їх теорії не мають великої довіри, то справа зі страшними будинками лишається в колишньому стані. У Петербурзі, на думку багатьох, подібною лихою славою володіли будівлі Павлівського палацу, відомого під назвою Інженерного замку. Таємничі явища, приписувані духами та привидам, помічені тут майже з самого заснування замку. Оригінальний текст (рос.) У домов, как у людей, есть своя репутация. Есть дома, где, по общему мнению, нечисто, то есть где замечают те или другие проявления какой-то нечистой или по крайней мере непонятной силы. Спириты старались много сделать для разъяснения этого рода явлений, но так как теории их не пользуются большим доверием, то дело с страшными домами остаётся в прежнем положении. В Петербурге во мнении многих подобною худою славою долго пользовалось характерное здание бывшего Павловского дворца, известное нынче под названием Инженерного замка. Таинственные явления, приписываемые духам и привидениям, замечали здесь почти с самого основания замка |